# ドウグラス・コウチーニョ・ゴメス・ジ・ソウザ
ドウグラス・コウチーニョ（Douglas Coutinho）ことドウグラス・コウチーニョ・ゴメス・ジ・ソウザ（ポルトガル語: Douglas Coutinho Gomes de Souza、1994年2月8日 - ）は、ブラジル・リオデジャネイロ州出身のサッカー選手。オペラリオ・フェロヴィアリオEC所属。ポジションはFW。
Kリーグ時代の登録名はクティニュ（ハングル: 쿠티뉴）。

## クラブ歴
クルゼイロECとアトレチコ・パラナエンセの下部組織に在籍し、アトレチコ・パラナエンセでプロとなった。2016年にはクルゼイロとポルトガルのプリメイラ・リーガに所属するSCブラガに期限付き移籍した。2017年はコパ・リベルタドーレス2017にも出場し、ウニベルシダ・カトリカ戦で国際大会初得点を決めた。2018年にはセアラーSCに1年契約で期限付き移籍した。
2018年7月11日、フォルタレーザECにレンタル移籍した。